# قشلاق حاجی صمید
قشلاق حاجی صمید یا صمد قشلاقی، روستایی در دهستان دره‌رود شمالی بخش دره‌رود شهرستان انگوت در استان اردبیل ایران است.

## جمعیت
بر پایه سرشماری عمومی نفوس و مسکن در سال ۱۳۹۵، جمعیت این روستا برابر با ۶۵ نفر (۱۸ خانوار) بوده‌است.